# Пенфіл
Пенфіл (дав.-гр. Πένθιλος) — мікенський царевич, син Ореста і Ерігони.
Очолив співвітчизників, які вирішили переселитися до Трої. За словами Страбона, збори колоністів були влаштовані за прикладом зборів війська Агамемнона і навіть відпливав Пенфіл на схід з Авліди — тобто тієї ж гавані, що і його дід. За іншою версією переселенці вирушили до нової батьківщини суходолом. Пенфіл встиг дійти лише до Фракії, де помер.